# Bengkalis (stad)
Bengkalis is de hoofdstad van het gelijknamige regentschap bij Sumatra in de provincie Riau te Indonesië. Het ligt aan de westelijke kant op het gelijknamige eiland Bengkalis.
Het is een havenstadje voor het exporteren van timber, rubber en tabak. Doordat het regentschap sinds kort deelt in de oliebrengsten in de provincie Riau stijgt de welvaart er.